# Municipio de Sherman (condado de Iosco)
El municipio de Sherman (en inglés: Sherman Township) es un municipio ubicado en el condado de Iosco en el estado estadounidense de Míchigan. En el año 2010 tenía una población de 448 habitantes y una densidad poblacional de 4,81 personas por km².

## Geografía
El municipio de Sherman se encuentra ubicado en las coordenadas 44°12′28″N 83°42′16″O / 44.20778, -83.70444. Según la Oficina del Censo de los Estados Unidos, el municipio tiene una superficie total de 93.08 km², de la cual 93,07 km² corresponden a tierra firme y (0,01 %) 0,01 km² es agua.

## Demografía
Según el censo de 2010, había 448 personas residiendo en el municipio de Sherman. La densidad de población era de 4,81 hab./km². De los 448 habitantes, el municipio de Sherman estaba compuesto por el 97,99 % blancos, el 0,22 % eran afroamericanos, el 0,45 % eran amerindios, el 0,22 % eran asiáticos, el 0,22 % eran de otras razas y el 0,89 % eran de una mezcla de razas. Del total de la población el 0,67 % eran hispanos o latinos de cualquier raza.